# محمد وحیدی
م                                حمد وحیدی سیاستمدار اصولگرا ایرانی است. وی توانست در یازدهمین انتخابات مجلس شورای اسلامی با کسب ۵۷ هزار و ۵۷۶ رای، از حوزه انتخابیه بجنورد، مانه و سملقان، گرمه، جاجرم و راز و جرگلان از استان خراسان شمالی انتخاب گردد.